# Lesogorsk (Oblast' di Nižnij Novgorod)
Lesogorsk (in russo Лесогорск?) è un insediamento operaio della Russia europea centro-orientale, situato nello Šatkovskij rajon dell'oblast' di Nižnij Novgorod.
Si trova 171 km a sud di Nižnij Novgorod.